# Сепп де Ровер
Сепп де Ровер (нід. Sepp De Roover, нар. 12 листопада 1984, Гел) — бельгійський футболіст, що грав на позиції захисника.
Виступав, зокрема, за клуби «Спарта» (Роттердам), «Гронінген» та «НАК Бреда», а також національну збірну Бельгії.

## Клубна кар'єра
Народився 12 листопада 1984 року в місті Гел. Вихованець юнацької команди «Вербрудерінг» зі свого рідного міста. У цій команді дебютував на дорослому рівні, зігравши 11 ігор у другому бельгійському дивізіоні. Згодом футболіст перебував у структурах бельгійського «Вестерло», а також нідерландських «Віллема II» і ПСВ, але грав виключно за молодіжні команди. Влітку 2005 року Де Ровер був орендований на один сезон «Ейндговеном», з яким ПСВ щойно уклав партнерство., взявши участь у 37 матчах Еерстедивізі.
Своєю грою за цю команду привернув увагу представників тренерського штабу клубу «Спарта», до складу якого приєднався 2006 року. Дебютував у Ередивізі 18 серпня 2006 року в грі проти «Вітессе» (1:1), а перший гол на найвищому рівні забив 7 жовтня 2007 року в матчі з амстердамським «Аяксом» (2:2). Всього за півтора роки за команду з Роттердама провів там 53 матчі і забив 3 голи у чемпіонаті і був основним гравцем захисту команди.
На початку 2008 року уклав контракт з клубом «Гронінген», у складі якого провів наступні два з половиною роки своєї кар'єри гравця. У новій команді мав замінити Бруно Сільву, який пішов на підвищення в «Аякс», втім основним гравцем бельгієць у новому колективі не став.
Влітку 2010 року де Ровер повернувся до Бельгії, де став гравцем команди «Локерен». Він дебютував у вищому бельгійському дивізіоні 31 липня 2010 року в матчі проти «Мехелена», а 16 жовтня 2010 року під час грі проти «Шарлеруа» (2:1) він забив свій перший гол за Лізі Жюпіле.
Після двох сезонів у Бельгії він повернувся до Ередивізі, щоб грати за місцевий клуб «НАК Бреда» на правах оренди. Свій перший гол за команду з Брабанту він забив проти АЗ (2:1). Наступного сезону «НАК Бреда» підписала повноцінний контракт з бельгійцем. У квітні 2015 року стало відомо, що Де Ровер вирішив завершити професіональну кар'єру по закінченню сезону, за результатами якого команда вилетіла з вищого дивізіону. Незважаючи на те, що контракт захисника діяв до літа 2016 року, обидві сторони погодилися достроково розірвати угоду. Надалі Сепп грав у Бельгії на аматорському рівні за клуби «Де Кемпен» та «Сінт-Дімпна».
8 січня 2020 року Де Ровер став головним тренером аматорського клубу «Везел Спорт».

## Виступи за збірну
Протягом 2007 року залучався до складу молодіжної збірної Бельгії, у складі якої брав участь у молодіжному чемпіонаті Європи 2007 року в Нідерландах, де дійшов з командою до півфіналу. Наступного року брав участь у футбольному турнірі на літніх Олімпійських іграх, де Бельгія посіла четверте місце, поступившись у матчі за бронзу Бразилії з рахунком 0:3. На Іграх Сепп був основним гравцем своєї команди і зіграв у всіх шести матчах.
14 листопада 2009 року дебютував в офіційних матчах у складі національної збірної Бельгії в товариській грі проти Угорщини (3:0). Де Ровер вийшов у основі, відіграв усі дев'яносто хвилин і отримав жовту картку. Через три дні Сепп також відіграв повні дев'яносто хвилин у матчі проти Катару (2:0), після чого за збірну більше не грав.